# Opération Keelhaul

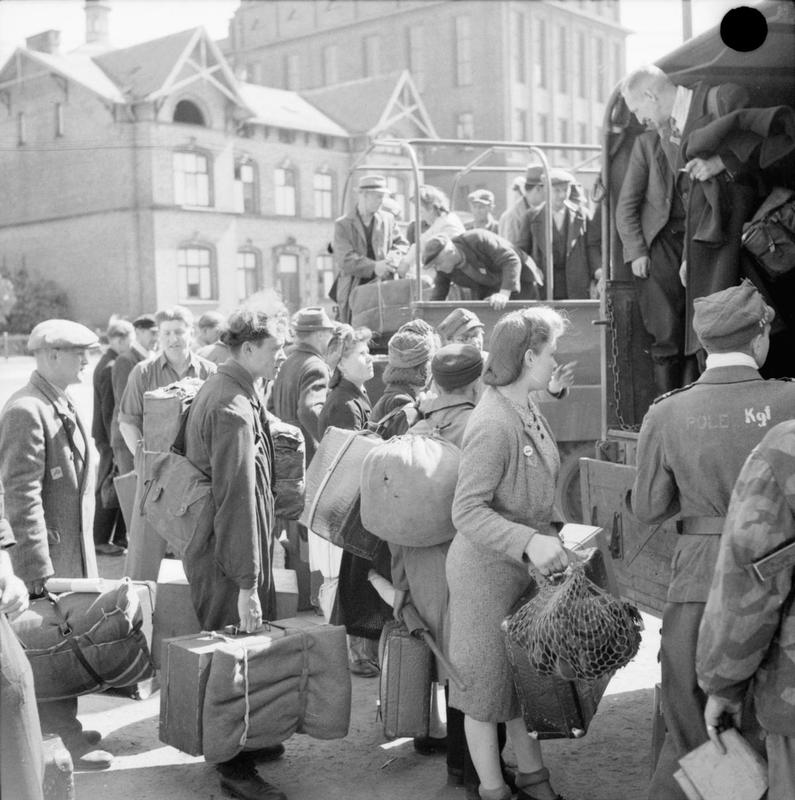
Réfugiés et personnes déplacées en Allemagne. Camp de Hambourg. Le nom de l'opération Keelhaul a servi par extension pour désigner l'ensemble des rapatriements réalisés par les Alliés.

L’opération Keelhaul est une opération militaire des États-Unis et du Royaume-Uni en Italie du Nord, qui visait, en vertu de la conférence de Yalta, à rapatrier en URSS les citoyens soviétiques qui avaient été capturés par les nazis pendant la Seconde Guerre mondiale.

## Contexte
Après la Seconde Guerre mondiale, de nombreux citoyens soviétiques sont dispersés dans toute l'Europe. La plupart étaient des prisonniers de guerre du Troisième Reich ou des civils razziés pour le travail forcé, et avaient été durement traités par les nazis. Quelques-uns étaient des militaires de l'Armée Vlassov qui s'étaient rendus à la Wehrmacht et avaient combattu contre le régime stalinien aux côtés des Allemands. La législation soviétique les considérait tous indistinctement comme déserteurs, « traîtres à la patrie soviétique » et c'est pourquoi la plupart, craignant le Goulag, souhaitaient rester en Europe occidentale.
Contrairement à une idée répandue, l'opération Keelhaul n'a pas été prévue par les accords de Yalta, mais par des accords spécifiques bilatéraux signés entre chacun des Alliés occidentaux et l'Union soviétique, respectivement le 5 décembre 1944 par la Grande-Bretagne, le 2 février 1945 par les États-Unis et le 19 juin 1945 par la France libre. Il faut aussi préciser que ces accords comportaient une part de réciprocité, l'URSS s'engageant de son côté à libérer des ressortissants occidentaux détenus sur son territoire,,,.

## Mise en œuvre et conséquences
L'opération Keelhaul proprement dite s'est déroulée entre le 14 août 1946 et le 9 mai 1947 : son nom a par la suite été appliqué pour désigner, par extension, l'ensemble des rapatriements effectués par les Alliés, même quand ils n'ont pas eu lieu durant l'opération proprement dite. Ces rapatriements ont scellé le sort de millions de réfugiés d'après-guerre fuyant l'Europe de l'Est. Parmi eux, 1,6 million de citoyens soviétiques furent rapatriés par les forces armées des alliés occidentaux. Les autorités civiles des pays alliés ou neutres où les citoyens d'Europe de l'Est se trouvaient, ont collaboré à cette déportation, Suisse comprise, à une seule exception près : la principauté de Liechtenstein qui refusa de livrer Boris Smyslovski, général de l'armée Vlassov, et quelques dizaines de ses hommes. Comme l'URSS considérait la capture, la capitulation ou le travail pour l'ennemi comme un acte de trahison, plus de 80 % des rapatriés furent condamnés aux travaux forcés.
Par ailleurs, le gouvernement soviétique exigeait aussi qu'on lui livre les ressortissants des pays que la conférence de Moscou d'octobre 1944, confirmée par les accords de Yalta, avait attribués à la zone d'influence soviétique. Ainsi, les Roumains faits prisonniers par les Allemands après que leur pays ait rejoint les Alliés et libérés par les Alliés occidentaux en Autriche, furent livrés à l'URSS.